# Polperro
Polperro (en idioma córnico: Porthpyra) es una pequeña parroquia civil y puerto pesquero de Inglaterra, en la costa sur de Cornualles, a 40 km al oeste del puerto de Plymouth. Se sitúa al fondo de una estrecha ensenada formada por la desembocadura del río Pol, un pequeño río costero que atraviesa la población. Contaba 572 habitantes en el censo de 2021.
Se encuentra a 11 km de Fowey, hoy en día es muy visitado como un destino turístico junto con St Ives y los pueblos de la misma costa del condado como Mevagissey y St Mawes.
Si bien el turismo se desarrolló a lo largo del siglo XX, la pesca ha sido tradicionalmente la principal fuente de ingresos de los habitantes de Polperro, y el contrabando prosperó desde que se creó el puerto en el siglo XII.

## Véase también

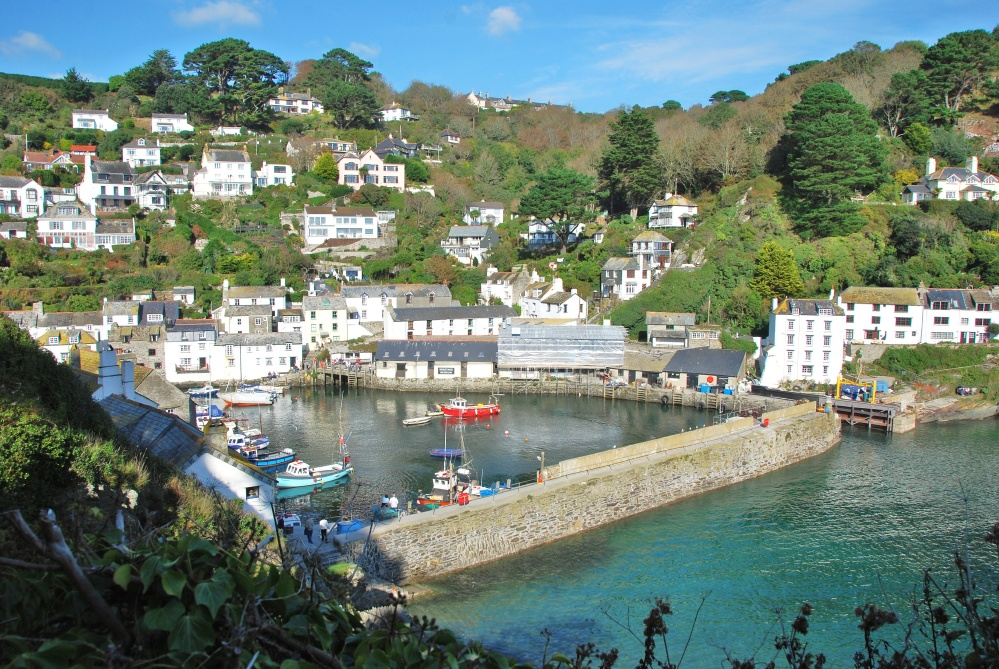
Puerto de Polperro.